# Odensö
Odensö är en ö i Finland. Den ligger i Finska viken i Ekenäs skärgård  och vid början av Pojoviken  i kommunen Raseborg i landskapet Nyland, i den södra delen av landet. Ön ligger omkring 90 kilometer väster om Helsingfors.
Öns area är 3,2 kvadratkilometer och dess största längd är 2,5 kilometer i öst-västlig riktning.